# Chirocephalus ripophilus
Chirocephalus ripophilus är en kräftdjursart som först beskrevs av Lepeschkin 1921.  Chirocephalus ripophilus ingår i släktet Chirocephalus och familjen Chirocephalidae. Inga underarter finns listade i Catalogue of Life.